# São Sebastião da Grama
São Sebastião da Grama es un municipio brasileño del estado de São Paulo. Se localiza a una latitud 21º42'38" sur y a una longitud 46º49'15" oeste, estando a una altitud de 945 metros. Su población estimada en 2004 era de 12.784 habitantes. Posee un área de 252,95 km². Por lo tanto, en datos de 2004, su densidad poblacional era de 51 hab/km².

## Hidrografía
Pertenece a la cuenca del Río Pardo.
- Río Abundancia
- Río São Domingos
- Río Anhumas

## Carreteras
- SP-207
- SP-344

## Economía
Es un municipio que se basa esencialmente en la agricultura y se caracteriza por exportar principalmente personas, ya que hace muchas décadas ningún prefecto consiguió implantar industrias o cualquier forma de incrementar su economía, como por ejemplo el turismo, ya que se localiza en un bellísimo lugar montañoso.

## Iglesia Católica
El municipio pertenece a la Diócesis de São João da Boa Vista.